# Orange Line (MBTA)
| Ein Zug der Orange Line an der North Station |                       |                                                                              |                                                                              |
| U-, Stadt- und Straßenbahnlinien der MBTA |                       |                                                                              |                                                                              |
| Streckenlänge: | 18 km                 |                                                                              |                                                                              |
| Spurweite: | 1435 mm (Normalspur)  |                                                                              |                                                                              |
| |                       |                                                                              |                                                                              |
| Stationen: | 19                    |                                                                              |                                                                              |
| Eröffnung: | 1901                  |                                                                              |                                                                              |
| Typ: | U-Bahn bzw. Stadtbahn |                                                                              |                                                                              |
| Ort: | Boston, Massachusetts |                                                                              |                                                                              |
| Betreiber: | MBTA                  |                                                                              |                                                                              |
| Passagiere (täglich): | 184.961 (2010)        |                                                                              |                                                                              |
| \| \| \| von Wilmington \| \| \| \| \| \| \| \| \| \| U Oak Grove \| \| \| \| \| Malden Center \| \| \| \| \| \| \| \| \| \| \| \| \| \| \| Wellington \| \| \| \| \| Wellington Yard \| \| \| \| \| \| \| \| \| \| Mystic River \| \| \| \| \| Assembly Square \| \| \| \| \| \| \| \| \| \| von Revere \| \| \| \| \| Interstate 93 \| \| \| \| \| Sullivan Square \| \| \| \| \| nach North Station \| \| \| \| \| \| \| \| \| \| \| \| \| \| \| Community College \| \| \| \| \| \| \| \| \| \| Charles River \| \| \| \| \| Green Line von Lechmere \| \| \| \| \| Kehranlage North Station \| \| \| \| \| North Station \| \| \| \| \| Haymarket \| \| \| \| \| \| \| \| \| \| Green Line nach Boston College, Cleveland Circle, Riverside und Heath Street \| \| \| \| \| \| \| \| \| \| State Blue Line \| \| \| \| \| Downtown Crossing Red Line \| \| \| \| \| Chinatown \| \| \| \| \| Tufts Medical Center \| \| \| \| \| von South Station \| \| \| \| \| \| \| \| \| \| \| \| \| \| \| Back Bay \| \| \| \| \| nach Worcester \| \| \| \| \| Massachusetts Avenue \| \| \| \| \| \| \| \| \| \| Ruggles \| \| \| \| \| Roxbury Crossing \| \| \| \| \| \| \| \| \| \| Jackson Square \| \| \| \| \| \| \| \| \| \| \| \| \| \| \| Stony Brook \| \| \| \| \| \| \| \| \| \| \| \| \| \| \| Green Street \| \| \| \| \| \| \| \| \| \| ehem. Green Line E von Lechmere \| \| \| \| \| E U Forest Hills \| \| \| \| \| \| \| \| \| \| Forest Hills Loop \| \| \| \| \| nach Providence \| \| |                       |                                                                              |                                                                              |
| Strecke |                       | von Wilmington                                                               | von Wilmington                                                               |
| Strecke |                       |                                                                              |                                                                              |
| U-Bahn-Bahnhof · Haltepunkt / Haltestelle |                       | U Oak Grove                                                                  | U Oak Grove                                                                  |
| U-Bahn-Haltepunkt / Haltestelle · Haltepunkt / Haltestelle |                       | Malden Center                                                                | Malden Center                                                                |
| U-Bahn-Tunnel · Tunnel |                       |                                                                              |                                                                              |
| U-Bahn-Strecke von links · U-Bahn-Abzweig geradeaus, nach rechts und von rechts · Strecke |                       |                                                                              |                                                                              |
| U-Bahn-Strecke · U-Bahn-Haltepunkt / Haltestelle · Strecke |                       | Wellington                                                                   | Wellington                                                                   |
| U-Bahn-Dienststation / Betriebs- oder Güterbahnhof · U-Bahn-Strecke · Strecke |                       | Wellington Yard                                                              | Wellington Yard                                                              |
| Strecke |                       |                                                                              |                                                                              |
| U-Bahn-Brücke über Wasserlauf · Brücke über Wasserlauf |                       | Mystic River                                                                 | Mystic River                                                                 |
| U-Bahn-Haltepunkt / Haltestelle · Strecke |                       | Assembly Square                                                              | Assembly Square                                                              |
| Strecke |                       |                                                                              |                                                                              |
| U-Bahn-Strecke · Strecke von links · Abzweig quer und nach rechts |                       | von Revere                                                                   | von Revere                                                                   |
| |                       | Interstate 93                                                                |                                                                              |
| U-Bahn-Haltepunkt / Haltestelle · Strecke |                       | Sullivan Square                                                              | Sullivan Square                                                              |
| U-Bahn-Kreuzung mit Eisenbahn geradeaus oben · Strecke nach rechts |                       | nach North Station                                                           | nach North Station                                                           |
| |                       |                                                                              |                                                                              |
| |                       |                                                                              |                                                                              |
| U-Bahn-Haltepunkt / Haltestelle |                       | Community College                                                            | Community College                                                            |
| U-Bahn-Tunnelanfang |                       |                                                                              |                                                                              |
| |                       | Charles River                                                                |                                                                              |
| U-Bahn-Strecke von rechts (im Tunnel) · U-Bahn-Strecke (im Tunnel) |                       | Green Line von Lechmere                                                      | Green Line von Lechmere                                                      |
| U-Bahn-Blockstelle (im Tunnel) · U-Bahn-Strecke (im Tunnel) |                       | Kehranlage North Station                                                     | Kehranlage North Station                                                     |
| U-Bahn-Bahnhof (im Tunnel) · U-Bahn-Bahnhof (im Tunnel) |                       | North Station                                                                | North Station                                                                |
| U-Bahn-Bahnhof (im Tunnel) · U-Bahn-Bahnhof (im Tunnel) |                       | Haymarket                                                                    | Haymarket                                                                    |
| |                       |                                                                              |                                                                              |
| U-Bahn-Strecke nach rechts (im Tunnel) · U-Bahn-Strecke (im Tunnel) |                       | Green Line nach Boston College, Cleveland Circle, Riverside und Heath Street | Green Line nach Boston College, Cleveland Circle, Riverside und Heath Street |
| |                       |                                                                              |                                                                              |
| U-Bahn-Strecke quer (im Tunnel) · U-Bahn-Turmbahnhof mit Tunnelstrecke (im Tunnel) · U-Bahn-Strecke quer (im Tunnel) |                       | State Blue Line                                                              | State Blue Line                                                              |
| U-Bahn-Strecke quer (im Tunnel) · U-Bahn-Turmbahnhof mit Tunnelstrecke (im Tunnel) · U-Bahn-Strecke quer (im Tunnel) |                       | Downtown Crossing Red Line                                                   | Downtown Crossing Red Line                                                   |
| U-Bahn-Haltepunkt / Haltestelle (im Tunnel) |                       | Chinatown                                                                    | Chinatown                                                                    |
| U-Bahn-Haltepunkt / Haltestelle (im Tunnel) |                       | Tufts Medical Center                                                         | Tufts Medical Center                                                         |
| Strecke von links · U-Bahn-Kreuzung (im Tunnel) · Abzweig quer und von links |                       | von South Station                                                            | von South Station                                                            |
| Strecke · U-Bahn-Tunnelende · Tunnel |                       |                                                                              |                                                                              |
| Tunnelanfang · U-Bahn-Tunnelanfang · Tunnelanfang |                       |                                                                              |                                                                              |
| Bahnhof (im Tunnel) · U-Bahn-Bahnhof (im Tunnel) · Bahnhof (im Tunnel) |                       | Back Bay                                                                     | Back Bay                                                                     |
| Strecke (im Tunnel) · U-Bahn-Strecke (im Tunnel) · Strecke (im Tunnel) |                       | nach Worcester                                                               | nach Worcester                                                               |
| U-Bahn-Haltepunkt / Haltestelle (im Tunnel) · Strecke (im Tunnel) |                       | Massachusetts Avenue                                                         | Massachusetts Avenue                                                         |
| U-Bahn-Tunnelende · Tunnelende |                       |                                                                              |                                                                              |
| U-Bahn-Haltepunkt / Haltestelle · Haltepunkt / Haltestelle |                       | Ruggles                                                                      | Ruggles                                                                      |
| U-Bahn-Haltepunkt / Haltestelle · Strecke |                       | Roxbury Crossing                                                             | Roxbury Crossing                                                             |
| U-Bahn-Tunnelanfang · Tunnelanfang |                       |                                                                              |                                                                              |
| U-Bahn-Haltepunkt / Haltestelle (im Tunnel) · Strecke (im Tunnel) |                       | Jackson Square                                                               | Jackson Square                                                               |
| U-Bahn-Tunnelende · Tunnelende |                       |                                                                              |                                                                              |
| U-Bahn-Tunnelanfang · Tunnelanfang |                       |                                                                              |                                                                              |
| U-Bahn-Haltepunkt / Haltestelle (im Tunnel) · Strecke (im Tunnel) |                       | Stony Brook                                                                  | Stony Brook                                                                  |
| U-Bahn-Tunnelende · Tunnelende |                       |                                                                              |                                                                              |
| U-Bahn-Tunnel · Tunnel |                       |                                                                              |                                                                              |
| U-Bahn-Haltepunkt / Haltestelle · Strecke |                       | Green Street                                                                 | Green Street                                                                 |
| U-Bahn-Tunnel · Tunnel |                       |                                                                              |                                                                              |
| U-Bahn-Strecke (außer Betrieb) · U-Bahn-Strecke · Strecke |                       | ehem. Green Line E von Lechmere                                              | ehem. Green Line E von Lechmere                                              |
| U-Bahn-Bahnhof (Strecke außer Betrieb) · U-Bahn-Kopfbahnhof Streckenende · Bahnhof |                       | E U Forest Hills                                                             | E U Forest Hills                                                             |
| Strecke |                       |                                                                              |                                                                              |
| U-Bahn-Strecke nach links (außer Betrieb) · U-Bahn-Strecke nach rechts (außer Betrieb) · Strecke |                       | Forest Hills Loop                                                            | Forest Hills Loop                                                            |
| Strecke |                       | nach Providence                                                              | nach Providence                                                              |

Die Orange Line ist eine von vier U-Bahn-Linien der Massachusetts Bay Transportation Authority (MBTA) im Bundesstaat Massachusetts der Vereinigten Staaten. Der Streckenverlauf beginnt an der Station Forest Hills im Bostoner Stadtteil Jamaica Plain und endet an der Station Oak Grove in Malden. An der Station Downtown Crossing besteht eine Umsteigemöglichkeit zur Red Line, an der Station State kann zur Blue Line gewechselt werden und an den Stationen Haymarket und North Station steht die Green Line zur Verfügung. Eine Verbindung zu Amtrak und Pendlerzügen der MBTA Commuter Rail besteht an den Stationen Back Bay und North Station, ausschließlich Pendlerzüge können in den Stationen Ruggles in Roxbury bzw. Forest Hills erreicht werden. Von 1901 bis 1987 war die Orange Line die erste aufgeständerte Stadtbahn in Boston. Die letzte Sektion der Trasse wurde 1987 abgerissen, als der südliche Teilbereich der Strecke in den Southwest Corridor verlegt wurde.

## Geschichte

### Bezeichnungen
Die heutige Bezeichnung Orange Line wurde der Linie in den 1960er Jahren zugewiesen und leitet sich von der Orange Street ab, was wiederum ein alter Name für die Washington Street im Stadtzentrum von Boston ist, unter der die Linie durch den Washington Street Tunnel verläuft. Früher wurden alle Stadtbahnen im System des Bostoner Netzwerks vollständig oder teilweise orange angemalt, was an den restaurierten Fahrzeugen der Ashmont–Mattapan High Speed Line sichtbar ist. Dies steht aber nicht in einem Zusammenhang.
Viele Stationen wurden 1967 und 1987 umbenannt, indem die Bezeichnung der Haltestelle nicht mehr die nächstgelegene Straßenkreuzung, sondern in der Nähe befindliche Sehenswürdigkeiten oder strukturelle Stadtmerkmale darstellt. So wurde zum Beispiel die Station Boylston-Essex umbenannt in Chinatown.

### Streckenbau

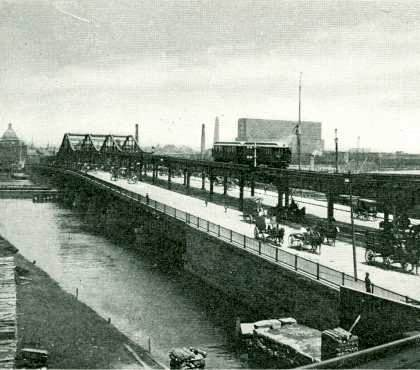
Die Charlestown Elevated fährt auf der alten Charlestown Bridge

Die Hauptstrecke der elektrifizierten Boston Elevated Railway wurde in mehreren Abschnitten im Jahr 1901 eröffnet. Sie verlief von Everett entlang der Charlestown Elevated bis zur Rampe in der Nähe der North Station. Durch den Tremont Street Subway verlief die Strecke auf dem Abschnitt der heutigen Green Line unterirdisch weiter und kehrte an der Pleasant Street in der Nähe der heutigen Station Boylston an die Oberfläche zurück. Zwischenzeitlich gab es eine Verbindung zur Washington Street Elevated, die 1901 von diesem Punkt über die Washington Street bis zum Dudley Square verlief. Dieses Teilstück wird heute durch die Silver Line bedient.
Ebenfalls im Jahr 1901 wurde die Atlantic Avenue Elevated eröffnet, die an der Causeway Street verzweigte, um eine alternative Route durch das Bostoner Stadtzentrum und entlang der Küstenlinie bis zur Washington Street Elevated anbieten zu können.
Im Jahr 1908 wurde der Washington Street Tunnel eröffnet und verband die Charlestown Elevated mit den Linien Washington Street Elevated und Atlantic Avenue Elevated in der Nähe von Chinatown. Die Benutzung des Tremont Street Subway wurde wieder exklusiv Straßenbahnen vorbehalten.
Um 1909 wurde die Washington Street Elevated bis zur Station Forest Hills erweitert. Züge von der Washington Street wurden durch den neuen Tunnel geleitet.

### Schließung derAtlantic Elevated
Als Folge eines Unfalls im Jahr 1928 in einer engen Kurve auf der Beach Street wurde die südliche Verbindung zwischen der South Station und Washington Street geschlossen und damit der Kreis unterbrochen. Um 1938 war bereits die gesamte Atlantic Avenue Elevated geschlossen, womit der Tunnel die einzige verbliebene Strecke durch die Innenstadt war. Dies ist heute das Teilstück der Orange Line zwischen Haymarket und Chinatown.
Die Eigentümerschaft an den Gleisen wurde 1947 von der privatwirtschaftlichen Boston Elevated Railway auf die durch die öffentliche Hand getragene Metropolitan Transit Authority (MTA) übertragen, die 1964 als die heutige Massachusetts Bay Transportation Authority neu gegründet wurde.

### Neue Fahrstrecken

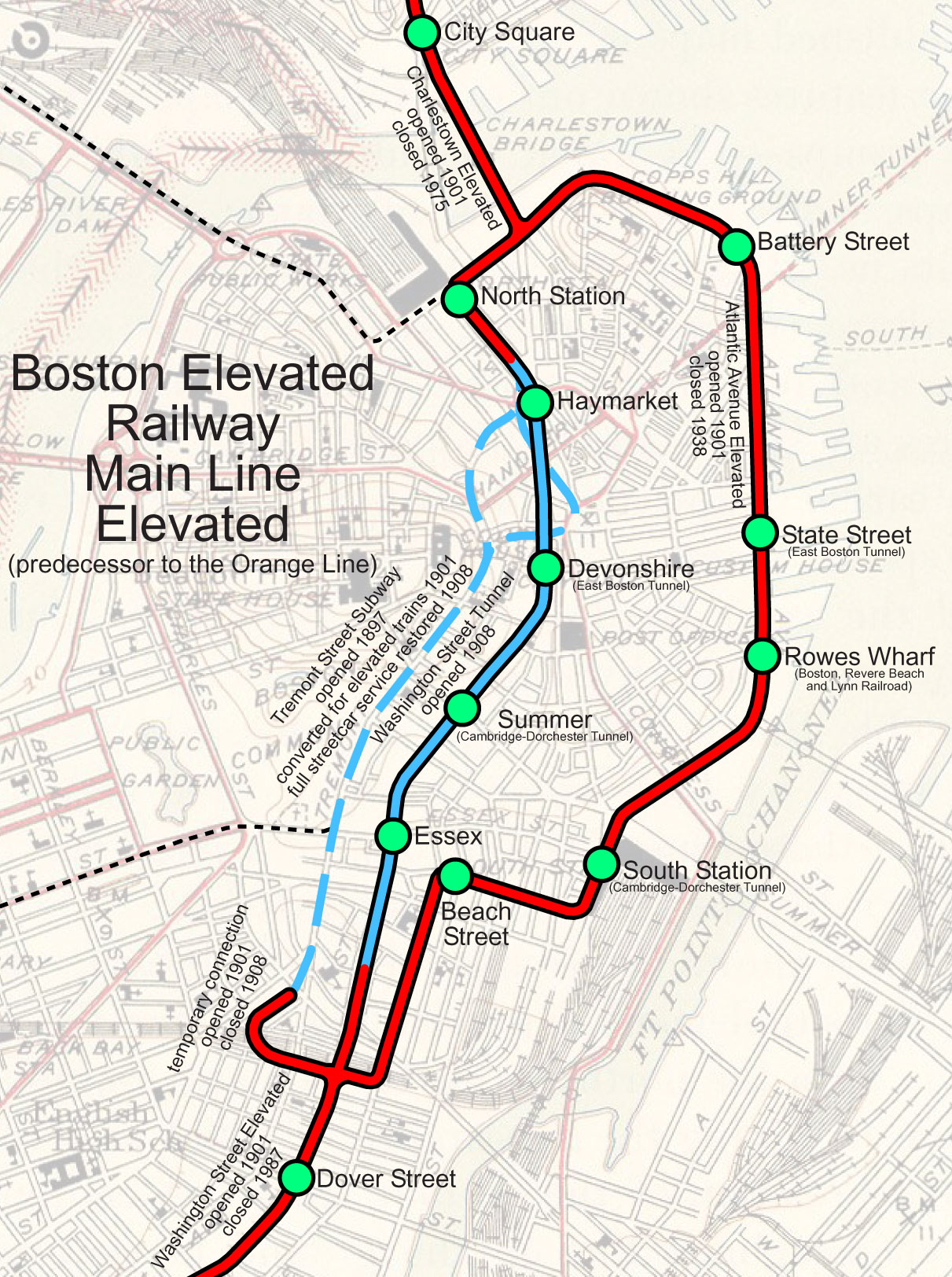
Die alte Route der Boston Elevated Railway und angrenzende Verbindungen

Im Rahmen des in den 1970er Jahren durchgeführten Planungsverfahrens Boston Transportation Planning Review wurden Erweiterungen der Orange Line bis zur Ringautobahn Massachusetts Route 128 mit Endstationen in Reading und Dedham vorgeschlagen. Als Ergebnis des Verfahrens wurde die Charlestown Elevated, die den Stadtteil Charlestown und den Vorort Everett bediente, im Jahr 1975 abgerissen. Die Erweiterung Haymarket North Extension führte die Orange Line auf einer neuen Strecke unter dem Charles River hindurch. Charlestown wurde durch die Boston and Albany Railroad bedient, die bis nach Malden fuhr. Die Anbindung nach Everett wurde nicht ersetzt.

### Schließung derWashington Street Elevated
Nachdem es örtliche Proteste gegen die erforderlichen Abrissarbeiten gegeben hatte, wurde der Bau der Interstate 95 bis zum Bostoner Stadtzentrum im Jahr 1972 abgebrochen. Tatsächlich waren aber bereits größere Flächen für den durch Roxbury führenden Southwest Corridor planiert worden, so dass anstelle des geplanten Highways die Orange Line in diesen Korridor geleitet wurde. Im Jahr 1987 wurde das letzte noch existierende Teilstück der ehemaligen Washington Street Elevated im Zuge dieser neuen Streckenführung abgerissen.
Seit dem 4. Mai 1987 nutzt die Orange Line die neue Route durch den Southwest Corridor und verläuft auf dem alten Weg der Boston and Albany Railroad bis zur Station Back Bay. Von dort folgt sie neuen Schienen bis nach Forest Hills. Dieses Teilstück wird auch von Amtrak als Teil des nationalen Northeast Corridor genutzt.
Obwohl die Linie damit mehr oder weniger am gleichen Ziel endet, verläuft die Streckenführung jetzt deutlich weiter westlich von der Washington Street. Den Anwohnern wurde daher zugesagt, einen entsprechenden Ersatz bereitzustellen. Ursprüngliche Pläne beinhalteten die Einführung einer neuen Straßenbahnlinie von der Washington Street zum Dudley Square und von dort bis Dorchester. Im Jahr 2002 wurde jedoch stattdessen der Bus-Rapid-Transit-System der Silver Line erweitert, um die Washington Street mit den U-Bahnen im Stadtzentrum zu verbinden. Dies wurde jedoch kontrovers diskutiert, da sich viele Anwohner die Rückkehr des Schienenverkehrs wünschten.

### Renovierungen während desBig Dig
Im Zuge des Big Dig wurden die Stationen Haymarket und North Station in den 1990er und 2000er Jahren umfassend renoviert. Die physische Anbindung der Green Line an die Orange Line wurde verbessert, so dass der Transfer zwischen den Linien vereinfacht wurde, die Rampe an der Canal Street wurde endgültig verschlossen und die Green Line durch ein neues Portal geleitet, das in der Nähe der Leonard P. Zakim Bunker Hill Memorial Bridge in direkter Nähe des Flusses liegt.

### Die neue StationAssembly Square
Am Mystic River entsteht aktuell das neue Viertel Assembly Row, „where the living is good, the working is easy, and the shopping is totally amazing“. In diesem Zusammenhang wird die Orange Line um die Station Assembly Square erweitert, die 2014 als zusätzlicher Haltepunkt zwischen den Stationen Wellington und Sullivan Square eröffnet werden soll.

## Fahrzeuge

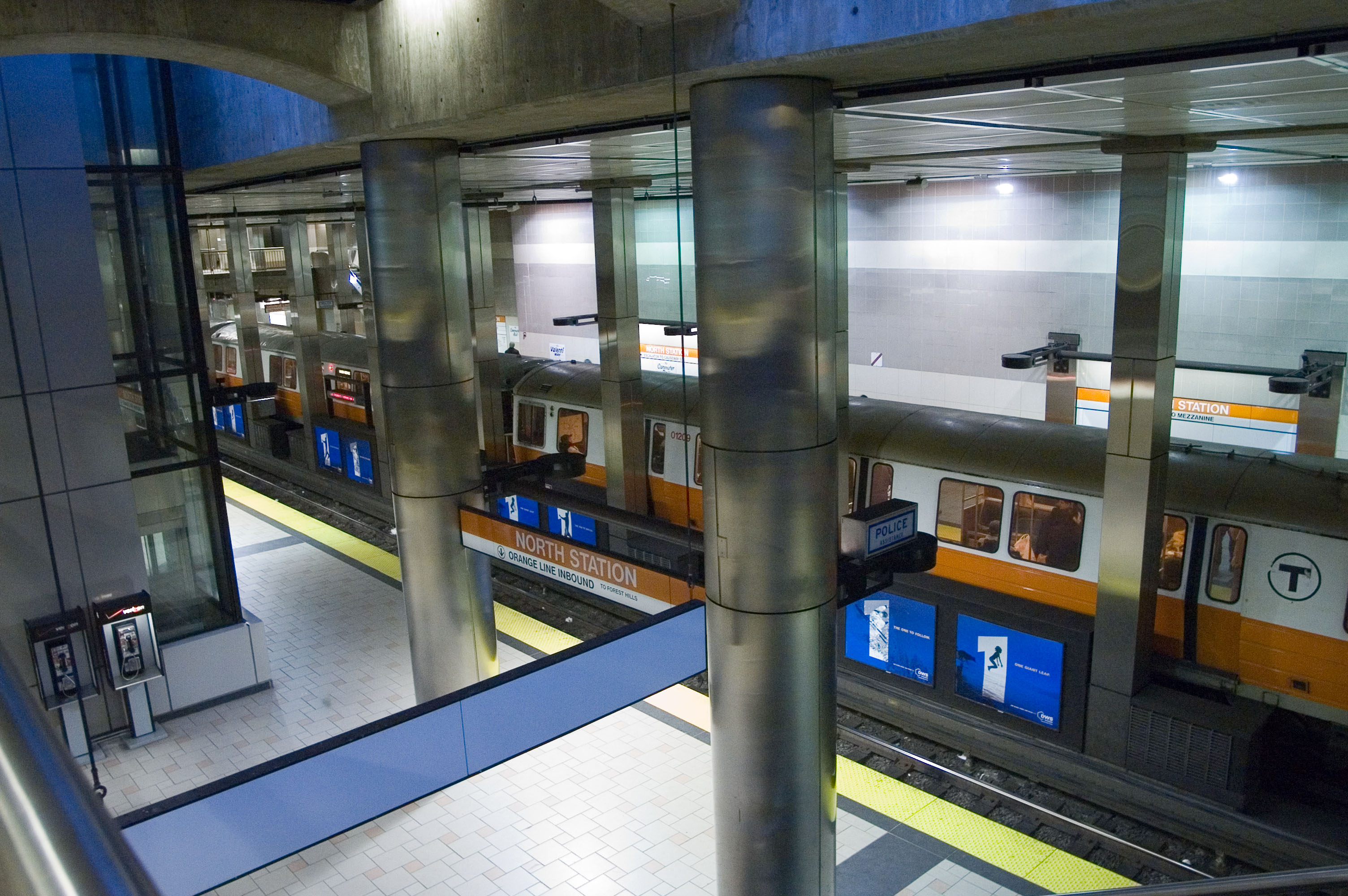
Zug der Orange Line an der North Station

Die Züge der Orange Line fahren auf Gleisen mit Normalspur und werden mittels Stromschiene mit Energie versorgt. Die Wagen der aktuell eingesetzten 01200er Serie wurden im Zeitraum 1980 bis 1981 von Hawker Siddeley im kanadischen Thunder Bay gebaut. Sie sind 65 ft (19,8 m) lang, 111 in (2,8 m) breit und besitzen auf jeder Seite drei Doppeltüren. Sie basieren auf dem Modell PA3, das von der Port Authority Trans-Hudson in New Jersey eingesetzt wird. Insgesamt gibt es 120 Wagen mit den Nummern 01200 bis 01319. Alle Züge der Orange Line fahren mit einer Konfiguration von 6 Wagen.
| Baujahr   | Hersteller               | Modell | Länge          | Breite         | Spurweite            | Nummerierung |
| --------- | ------------------------ | ------ | -------------- | -------------- | -------------------- | ------------ |
| 1980–1981 | Hawker Siddeley          | PA3    | 65 ft (19,8 m) | 111 in (2,8 m) | 1435 mm (Normalspur) | 1200–1319    |
| 2018–     | CRRC Corporation Limited |        |                |                | 1435 mm (Normalspur) |              |

2014 gewann der chinesische Zughersteller CNR (heute CRRC Corporation Limited) eine Ausschreibung zur Lieferung von 152 neue Fahrzeugen. Im Frühjahr 2018 sollen erste Prototypen zur Erprobung geliefert werden. Zum Dezember 2018 wurden die ersten Serienfahrzeuge geliefert. Die Fahrzeuge wurden in der CRRC-Fabrik in Springfield gebaut. Zusätzlich wird CRRC auch neue Fahrzeuge zum Ersatz eines Teils der Flotte der Red Line liefern.

## Gleisführung
Die Orange Line verfügt über zwei Gleise, so dass für jede Fahrtrichtung ein eigenes genutzt werden kann. Zwischen der Station Wellington und dem Portal Charles River gibt es noch ein drittes Gleis, das bei Bauarbeiten an den Gleisen als Ausweichstrecke sowie für den Test neu eingetroffener Fahrzeuge für die Orange Line und Blue Line genutzt wird.

## Barrierefreiheit
Alle Station der Orange Line sind barrierefrei zugänglich. Die Arbeiten an der Station State, um diese von der Blue Line aus barrierefrei zugänglich zu machen, wurden im Frühjahr 2011 beendet.

## Liste der Haltestellen
Die Orange Line hält an den folgenden Stationen:
| Name                                                                      | Standort          | Eröffnungsdatum                                | Passagiere1 | Anz. Bahnsteige | Anschlussverbindung(en)                                     | Koordinaten                 | Bemerkungen                                                                     |
| ------------------------------------------------------------------------- | ----------------- | ---------------------------------------------- | ----------- | --------------- | ----------------------------------------------------------- | --------------------------- | ------------------------------------------------------------------------------- |
| Karte mit allen Koordinaten der Stationen der Orange Line: OSM \| WikiMap |                   |                                                |             |                 |                                                             |                             |                                                                                 |
| Oak Grove                                                                 | Malden            | 20. März 1977                                  | 5.994       | 2               | MBTA Commuter Rail, MBTA Bus                                | 42° 26′ 13″ N, 71° 4′ 15″ W | Endstation                                                                      |
| Malden Center                                                             | Malden            | 27. Dezember 1975                              | 11.258      | 2               | Commuter Rail, MBTA Bus                                     | 42° 25′ 36″ N, 71° 4′ 28″ W |                                                                                 |
| Wellington                                                                | Medford           | 6. September 1975                              | 7.464       | 2               | MBTA Bus                                                    | 42° 24′ 7″ N, 71° 4′ 38″ W  |                                                                                 |
| Assembly Square                                                           | Somerville        | 2014                                           | 5.0002      | 1               | MBTA Bus                                                    | 42° 23′ 32″ N, 71° 4′ 38″ W | Seit 1987 die erste neu gebaute U-Bahn-Station im Netz der MBTA                 |
| Sullivan Square                                                           | Charlestown       | 10. Juni 1901 Neubau 7. April 1975             | 9.004       | 1               | MBTA Bus                                                    | 42° 23′ 3″ N, 71° 4′ 37″ W  | 1901 gebaut als Haltepunkt der 1975 abgerissenen Charlestown Elevated           |
| Community College                                                         | Charlestown       | 7. April 1975                                  | 3.695       | 2               | keine                                                       | 42° 22′ 25″ N, 71° 4′ 13″ W |                                                                                 |
| Boston North Station                                                      | Boston Zentrum    | Anbindung der Orange Line am 7. April 1975     | 16.702      | 8               | Commuter Rail, Amtrak, Green Line C, Green Line E, MBTA Bus | 42° 21′ 57″ N, 71° 3′ 40″ W |                                                                                 |
| Haymarket                                                                 | Boston Zentrum    | Anbindung der Orange Line am 30. November 1908 | 11.223      | 3               | Green Line C, Green Line E, MBTA Bus                        | 42° 21′ 48″ N, 71° 3′ 30″ W |                                                                                 |
| State                                                                     | Boston Zentrum    | Anbindung der Orange Line am 30. November 1908 | 12.553      | 4               | Blue Line, MBTA Bus                                         | 42° 21′ 31″ N, 71° 3′ 28″ W | Einzige noch existierende U-Bahn-Station des East Boston Tunnel                 |
| Downtown Crossing                                                         | Downtown Crossing | Anbindung der Orange Line am 30. November 1908 | 22.880      | 2               | Green Line (alle Zweige), Red Line, Silver Line, MBTA Bus   | 42° 21′ 20″ N, 71° 3′ 38″ W |                                                                                 |
| Chinatown                                                                 | Chinatown         | Anbindung der Orange Line am 30. November 1908 | 5.822       | 2               | Silver Line, MBTA Bus                                       | 42° 21′ 8″ N, 71° 3′ 46″ W  |                                                                                 |
| Tufts Medical Center                                                      | Chinatown         | Anbindung der Orange Line am 4. Mai 1987       | 5.684       | 2               | Silver Line, MBTA Bus                                       | 42° 20′ 55″ N, 71° 3′ 52″ W |                                                                                 |
| Back Bay                                                                  | Back Bay          | Anbindung der Orange Line am 4. Mai 1987       | 16.769      | 4               | Amtrak, Commuter Rail, MBTA Bus                             | 42° 20′ 50″ N, 71° 4′ 32″ W | Ersetzte die gleichnamige Station der New York, New Haven and Hartford Railroad |
| Massachusetts Avenue                                                      | Boston Zentrum    | 4. Mai 1987                                    | 5.248       | 1               | MBTA Bus                                                    | 42° 20′ 30″ N, 71° 5′ 0″ W  |                                                                                 |
| Ruggles                                                                   | Roxbury           | 4. Mai 1987                                    | 8.378       | 2               | Commuter Rail, MBTA Bus                                     | 42° 20′ 10″ N, 71° 5′ 22″ W |                                                                                 |
| Roxbury Crossing                                                          | Roxbury           | 4. Mai 1987                                    | 3.693       | 1               | MBTA Bus                                                    | 42° 19′ 53″ N, 71° 5′ 44″ W |                                                                                 |
| Jackson Square                                                            | Jamaica Plain     | 4. Mai 1987                                    | 4.968       | 1               | MBTA Bus                                                    | 42° 19′ 22″ N, 71° 6′ 0″ W  |                                                                                 |
| Stony Brook                                                               | Jamaica Plain     | 4. Mai 1987                                    | 3.163       | 1               | keine                                                       | 42° 19′ 2″ N, 71° 6′ 15″ W  |                                                                                 |
| Green Street                                                              | Jamaica Plain     | 4. Mai 1987                                    | 3.229       | 1               | keine                                                       | 42° 18′ 37″ N, 71° 6′ 28″ W |                                                                                 |
| Forest Hills                                                              | Jamaica Plain     | Neubau am 4. Mai 1987                          | 13.568      | 2               | Commuter Rail, MBTA Bus                                     | 42° 17′ 56″ N, 71° 6′ 54″ W | Endstation                                                                      |
| 1 Tagesdurchschnitt wochentags, Stand: 200902 Prognose für 2030           |                   |                                                |             |                 |                                                             |                             |                                                                                 |